# Cmentarz ewangelicki w Kani Nowej
Cmentarz ewangelicki w Kani Nowej – nekropolia protestancka w miejscowości Kania Nowa w gminie Serock w powiecie legionowskim przy ulicy Serockiej. Powstała w XIX wieku. Jest nieczynna dla pochówków od zakończenia II wojny światowej.
Spoczywają tu mieszkańcy m.in. Nowej Wsi, Łachy i Kani Polskiej (wcześniej noszącej nazwę Kani Niemieckiej).
Tablica informacyjna umieszczona na cmentarzu zawiera następujący napis: „Cmentarz ewangelicki powstał na początku XIX wieku, w ówczesnej Kani Niemieckiej. Służył jako miejsce pochówku głównie ludności pochodzenia niemieckiego, wyznania ewangelicko-augsburskiego, należącej do odległej parafii ewangelickiej w Pułtusku. Cmentarz funkcjonował do okresu II wojny światowej, póki istniało na tym terenie osadnictwo kolonistów niemieckich. Urząd Miasta i Gminy Serock.”
Na terenie cmentarza znajduje się też głaz narzutowy z granitową tablicą, na której widnieje inskrypcja: „Wierzchołki wzgórz / spowite w ciszę; / drzew żaden już / wiew nie kołysze; / śpi las / i ptactwo w gęstwinie. / I tobie ninie / spocząć już czas. / J.W. Goethe / Teren cmentarzyska uporządkowany przez Urząd Miasta i Gminy w Serocku 2004 r.”